# 1. FC Magdeburg
1. FC Magdeburg je njemački nogometni klub iz Magdeburga, Saska-Anhalt. U sezoni 2023./24. natječe se u 2. Bundesligi.
Klub je osnovan 1965. godine. Jedan je od najuspješnijih klubova iz Istočne Njemačke. U DDR-Oberligi je propustio samo jednu sezonu. Tri puta je bio prvak, dok je FDGB-Pokal osvajao sedam puta. U sezoni 1973./74. igrao je finale Kupa pobjednika kupova protiv Milana. Autogolom Enrica Lanzia i pogotkom Wolfganga Seguina Magdeburg je slavio s 2:0, te tako osvojio trofej. Ujedinjenjem Njemačke, te reorganizacijom nogometnog sistema postaje član NOFV-Oberliga Mitte.
Najveći rivali kluba su Hallescher i Dynamo Dresden. Tradicionalne boje su plava i bijela. Domaće utakmice igra na stadionu MDCC-Arena.

## Povijest
Nogomet se u Magdeburgu počeo igrati krajem 19. stoljeća. Dana 16. lipnja 1896. godine osnovan je nogometni klub SV Victoria 96 Magdeburg. Svoje najbolje rezultate bilježi prije drugog svjetskog rata, kada je igrao njemačko prvenstvo. Poslije postaje član lige Gauliga Mitte. Godine 1937., ujedinjuje se s klubom Männer-Turnverein 1860 Neustadt, te postaje VfL 1860 Viktoria Neustadt.

## Uspjesi

### Domaći uspjesi
DDR-Oberliga:
- Prvak (3): 1971./72., 1973./74., 1974./75.

DDR-Liga:
- Prvak (1): 1966./67.

3. Liga:
- Prvak (2): 2017./18., 2021./22.

FDGB-Pokal:
- Prvak (7): 1964., 1965., 1969., 1973., 1978., 1979., 1983.

Regionalliga Nordost:
- Prvak (1): 2014./15.

NOFV-Oberliga Süd:
- Prvak (3): 1996./97., 2000./01., 2005./06.

### Europski uspjesi
Kup pobjednika kupova:
- Prvak (1): 1973/74.

## Vanjske poveznice
- Službena stranica  Arhivirana inačica izvorne stranice od 23. siječnja 2018. (Wayback Machine)